# Rik Woutersgebouw
Het Rik Woutersgebouw is een kantoorgebouw van de Vlaamse overheid in de stad Mechelen. Het is gelegen in de Stationsstraat nabij station Mechelen.
Het gebouw huisvest reeds de Openbare Vlaamse Afvalstoffenmaatschappij (OVAM). Na renovatie anno 2023-2025 zal het gebouw ook dienst doen voor de (Mechelse) diensten van Agentschap Integratie en Inburgering (AgII), Opgroeien (Jeugdhulp, Kind en Gezin), de Vlaamse Milieumaatschappij (VMM), de Vlaamse Stichting Verkeerskunde (VSV), de Vlaamse Belastingdienst (Vlabel) en het Justitiehuis Mechelen. 
De de inrichting en verhuis is voorzien voor februari-maart 2025. In januari 2024 werd de naam bekendgemaakt. Het gebouw is genoemd naar Rik Wouters, een kunstenaar uit de 20e eeuw.
Brussel: Hendrik Consciencegebouw · Herman Teirlinckgebouw · Graaf de Ferrarisgebouw · Marie-Elisabeth Belpairegebouw
Voormalig: Arenberggebouw · Boudewijngebouw · Ellipsgebouw · Phoenixgebouw
Provinciehoofdsteden: Anna Bijnsgebouw (Antwerpen) · Jacob van Maerlantgebouw (Brugge) · Virginie Lovelinggebouw (Gent) · Hendrik van Veldekegebouw (Hasselt) · Dirk Boutsgebouw (Leuven)
Vlaamse Regering: Errerahuis · Martelaarsplein
Vlaams Parlement: Vlaams Parlementsgebouw · Huis van de Vlaamse Volksvertegenwoordigers